# Venezuela ai XVIII Giochi olimpici invernali
Il Venezuela partecipò ai XVIII Giochi olimpici invernali, svoltisi a Nagano, Giappone, dal 7 al 22 febbraio 1998, con una delegazione di 1 atleta impegnata in una disciplina.
Si trattò della prima partecipazione nella storia dello stato sudamericano alla rassegna olimpica invernale.

## Risultati

### Slittino
Singolo femminile
| Atleta             | Discesa 1 | Discesa 1 | Discesa 2 | Discesa 2 | Discesa 3 | Discesa 3 | Discesa 4 | Discesa 4 | Totale   | Totale |
| Atleta             | Tempo     | Pos.      | Tempo     | Pos.      | Tempo     | Pos.      | Tempo     | Pos.      | Tempo    | Pos.   |
| ------------------ | --------- | --------- | --------- | --------- | --------- | --------- | --------- | --------- | -------- | ------ |
| Iginia Boccalandro | 54.232    | 28        | 53.962    | 28        | 54.133    | 28        | 56.990    | 29        | 3:39.317 | 28     |